# Ain Tizgha
Ain Tizgha (en àrab عين تيزغة, ʿAyn Tīzḡa; en amazic ⵄⵉⵏ ⵜⵉⵣⵖⴰ) és una comuna rural de la província de Benslimane, a la regió de Casablanca-Settat, al Marroc. Segons el cens de 2014 tenia una població total de 15.692 persones.